# Impero Segreto (gruppo)
L'Impero Segreto (Secret Empire) è una immaginaria organizzazione sovversiva che compare nei fumetti statunitensi pubblicati da Marvel Comics, creata da Stan Lee (testi) e Jack Kirby (disegni) ed esordita nella serie Tales to Astonish n. 81 (luglio 1966). Originariamente erano un ramo dell'Hydra ma in seguito divennero un gruppo separato e indipendente.
Organizzazione criminale fondata da una società segreta separatasi dall'Hydra e determinata a rovesciare il governo statunitense per poterne assumere il controllo, nel corso degli anni l'Impero Segreto è stato guidato da numerosi leader, tutti noti con il nome in codice di "Numero Uno". I suoi membri indossano caratteristiche tuniche con cappuccio rosse e sono identificati ognuno con un numero diverso.
Hanno fatto il loro debutto nel Marvel Cinematic Universe come uno dei principali antagonisti nella seconda stagione di Agent Carter. Sotto questa incarnazione, prendono il nome di Consiglio dei Nove.

## Storia
L'Impero Segreto nasce in qualità di divisione interna dell'Hydra incaricata di fare da "specchietto per le allodole" distraendo autorità quali lo S.H.I.E.L.D. dalle operazioni dell'organizzazione terroristica ma, in seguito, la brama di potere del suo fondatore, "Numero Uno", un anonimo scienziato con complessi di inferiorità, la porta a divenire un'organizzazione indipendente dall'HYDRA, pur rimanendo sua affiliata. In una delle sue prime operazioni l'Impero Segreto ingaggia il supercriminale Boomerang per rapire Betty Ross e ricattarne il padre, ma l'intervento dell'incredibile Hulk sventa tale piano criminoso provocando la morte accidentale del loro leader.
Qualche tempo dopo l'organizzazione si riassembla sotto la guida di un nuovo Numero Uno, affronta ripetutamente Bestia contribuendo alla creazione di Griffin e torna alla carica imbastendo una campagna diffamatoria contro Capitan America, che viene dunque costretto a chiedere l'aiuto di Falcon, Pantera Nera e degli X-Men per smascherare alcune importanti figure della Casa Bianca coinvolte nei piani del gruppo criminale i quali, dopo tale disfatta, si riuniscono sotto la guida di un nuovo Numero Uno (il Professor Power) affrontando dapprima i Difensori sia nella vecchia che nella nuova formazione e, in seguito, Occhio di Falco e Mimo.
Successivamente l'Impero Segreto cerca di eliminare Moon Knight incolpandolo di aver interferito con le loro attività criminose ma, dopo aver scoperto che il vero colpevole è in realtà la sua spalla, Mezzanotte, il misterioso nuovo leader dell'organizzazione, Numero 7, lo uccide per poi riportarlo in vita sotto forma di cyborg, plagiarlo e inviarlo ad assassinare il suo vecchio mentore, il quale lo affronta assieme all'Uomo Ragno, Punisher, Nova, Darkhawk e Night Thrasher, riuscendo a risvegliarne la coscienza portandolo a sacrificarsi per sventare i piani del gruppo sovversivo che, in seguito, prende parte a una guerra tra organizzazioni criminali contro l'HYDRA, la Mano e Slug, fermata dall'intervento di Devil, Nomad e Punisher, affronta la nuova Nomad e Taskmaster. Dopo una serie di scontri con Devil, l'Impero Segreto torna a combattere Cap, la Vedova Nera, Occhio di Falco e i Fantastici Quattro.

## Membri

### Capi
- Numero Uno I
- Numero Uno II: Richard Nixon[20]
- Numero Uno III: Anthony Power
- Numero 7
- Calvin Burlingame
- Cheer Chadwick
- Hesperus Chadwick
- Richard Cholmondely
- Thomas Gloucester
- William Taurey
- Harcourt Vickers

### Agenti
- Numero 2
- Numero 5
- Numero 9: Linda Donaldson
- Numero 16
- Daniel Bannion (Sonic)
- Herb Bannion (Grasp)
- Thomas Bannion (Chain Lightning)
- Buzz Baxter (Mad-Dog)
- Lloyd Bloch (Nefarius)
- Byron Calley (Burner)
- Chainsaw
- Charles Burlingame (Charcoal)
- Buck Chisholm (Trick Shot)
- Lynn Church
- Edward Cobert (Gargantua)
- Valerie Cooper
- Cloud
- Randall Darby (Paralyzer)
- Fred Dukes (Blob)
- Larry Ekler (Qualunquista)
- Johann Fennhoff (Dottor Faustus)
- Fieldstone
- Fizgig
- Eliot Franklin (Thunderball)
- Quentin Harderman
- Mason Harding
- Heshin
- Hoarfrost
- Hoopsnake
- Johnny Horton (Griffin)
- Ingot
- Javelynn
- John Keane (Tumbler)
- Ned Lathrop (Lifter)
- Loblolly
- Carl Maddicks
- Fred Myers (Boomerang)
- Bo Ollsen
- Svetlana Porfiry (Harridan)
- Quasimodo
- Peter Quinn (Peepers)
- Redshirt
- Aaron Salomon (Slither)
- Jay Sanford
- Ophelia Sarkissian (Viper II)
- Scarum
- Jordan Stryke (Viper I)
- Sonya Tolsky (Seraph)
- Angelo Unuscione (Unus)
- Watchfire
- Jeff Wide (Mezzanotte)
- Martin Willis
- Jason Wyngarde (Mastermind)
- Wyre
- Helmut Zemo

## Altri media
- L'Impero Segreto compare in un episodio del segmento dedicato a Hulk di The Marvel Super Heroes.
- Nella serie televisiva Agent Carter il "Consiglio dei Nove" (Council of Nine) rappresenta la versione del Marvel Cinematic Universe dell'Impero Segreto[21] ed è una società segreta composta da uomini d'affari che complottano contro il governo statunitense, i suoi vertici noti sono: Hugh Jones, Calvin Chadwick, Thomas Gloucester e Mortimer Hayes.